# Oatlands (Tasmania)
Oatlands è una città della Tasmania, in Australia; essa si trova 80 chilometri a nord di Hobart ed è la sede della Municipalità di Southern Midlands. Al censimento del 2006 contava 540 abitanti.